# Senomaty
Senomaty (německy Senomat) jsou městys v okrese Rakovník ve Středočeském kraji. Stojí v údolí Rakovnického potoka, zhruba 5,5 kilometru západně od Rakovníka. Žije v nich přibližně 1 300 obyvatel. Obcí prochází železniční trať Rakovník – Bečov nad Teplou.

## Název
Název, znamenající ves senomatů, tj. lidí míchajících seno, byl původně zřejmě posměšnou přezdívkou, danou obyvateli okolních sídel. Staročeské sloveso miesti (v 1. osobě jednotného čísla matu) znamenalo hníst, mísit, míchat.

## Historie

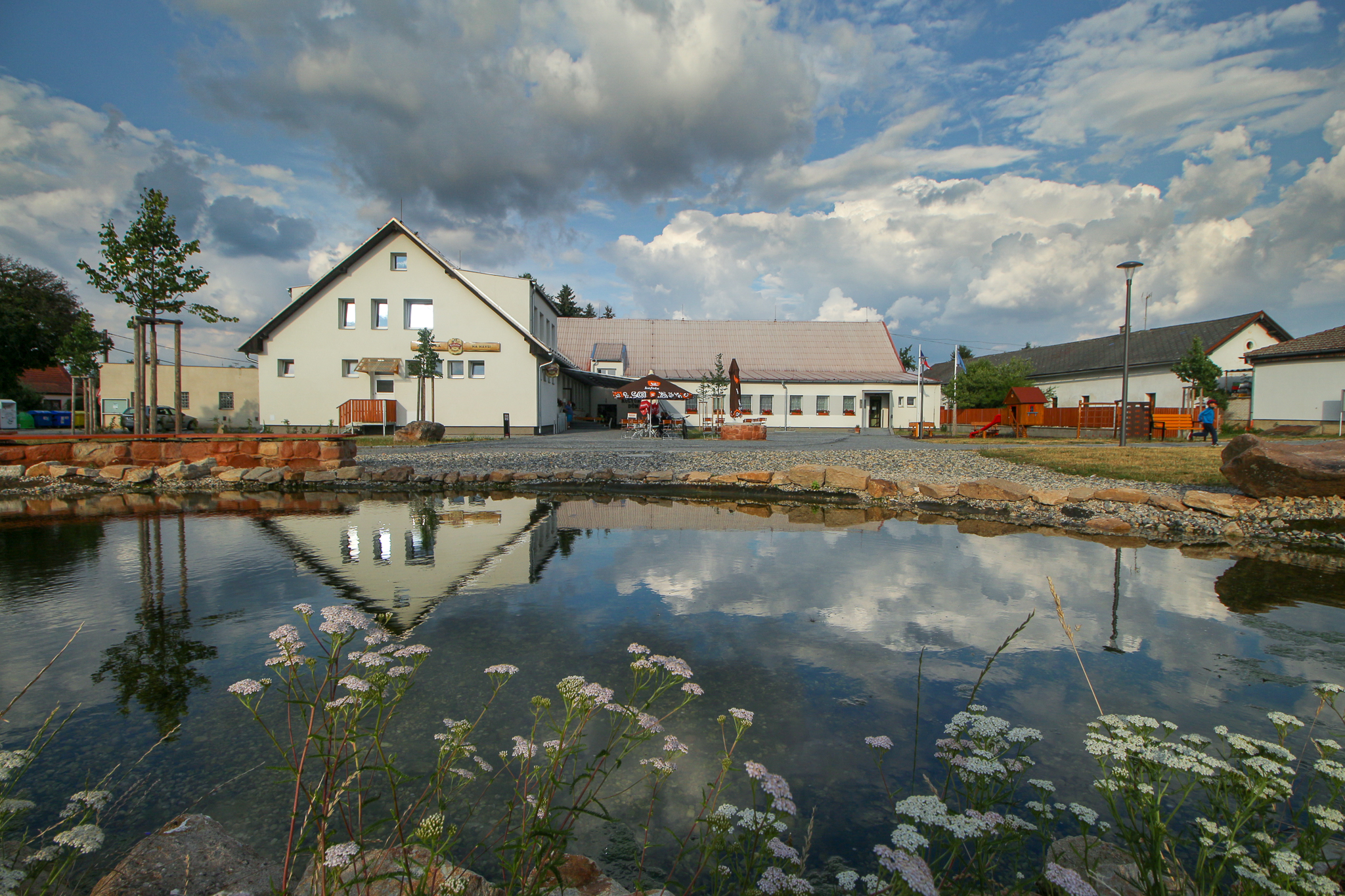
Obecní úřad ve středu obce

První písemná zmínka o Senomatech pochází z roku 1233, kdy král Václav I. věnoval ves Senomaty (villam Szenomat) řádu německých rytířů jako náhradu za škody, které utrpěli při jeho vojenském tažení. Roku 1319 byly Senomaty zmíněny jako městečko, ale nečetné zprávy z dalších let se týkají především církevních záležitostí. Roku 1500 král Vladislav II. potvrdil opis listiny Jana Lucemburského, ztracené během husitských válek, podle něhož se městečko řídilo žateckým právem a jeho obyvatelé měli právo volného odkazu. Městečko bylo často zastavováno a roku 1613 se stalo rakovnickým majetkem.
Jádrem Senomat je obdélné náměstí, kterým vede silnice z Rakovníka do Jesenice. Vzhledem k odlehlé poloze kostela svatého Vavřince však není jisté, kdy náměstí vzniklo. Podle Zikmunda Wintera bylo městečko opevněné, ale jeho závěry odmítl Václav Kočka. Je možné, že opevnění mělo jen dřevo-hlinitý charakter.
V městysi byly v roce 1932 evidovány tyto živnosti a obchody: biograf Sokol, cihelna, obchod s cukrovinkami, dva holiči, tři hostince, kolář, tři kováři, tři krejčí, obchod s mlékem, dva mlýny, dva obuvníci, obchod s ovocem a zeleninou, palivo, pekař, dva rolníci, tři řezníci, šest obchodů se smíšeným zbožím, spořitelní a záložní spolek pro farní osadu Senomaty, obchod se střižním zbožím, dvě trafiky, dva truhláři, obchod s uhlím, zámečník.
Od 10. října 2006 byl obci vrácen status městyse.

### Územněsprávní začlenění
Dějiny územněsprávního začleňování zahrnují období od roku 1850 do současnosti. V chronologickém přehledu je uvedena územně administrativní příslušnost městyse v roce, kdy ke změně došlo:
- 1850 země česká, kraj Praha, politický i soudní okres Rakovník[8]
- 1855 země česká, kraj Praha, soudní okres Rakovník
- 1868 země česká, politický i soudní okres Rakovník
- 1939 země česká, Oberlandrat Kladno, politický i soudní okres Rakovník[9]
- 1942 země česká, Oberlandrat Praha, politický i soudní okres Rakovník[10]
- 1945 země česká, správní i soudní okres Rakovník[11]
- 1949 Pražský kraj, okres Rakovník[12]
- 1960 Středočeský kraj, okres Rakovník
- 2003 Středočeský kraj, obec s rozšířenou působností Rakovník

## Obyvatelstvo
| Rok            | 1869  | 1880  | 1890  | 1900  | 1910  | 1921  | 1930  | 1950  | 1961  | 1970  | 1980 | 1991 | 2001 | 2011  | 2021  |
| -------------- | ----- | ----- | ----- | ----- | ----- | ----- | ----- | ----- | ----- | ----- | ---- | ---- | ---- | ----- | ----- |
| Počet obyvatel | 1 613 | 1 690 | 1 519 | 1 580 | 1 617 | 1 554 | 1 661 | 1 270 | 1 240 | 1 105 | 940  | 851  | 897  | 1 083 | 1 222 |
| Počet domů     | 232   | 256   | 263   | 276   | 274   | 282   | 332   | 365   | 343   | 332   | 303  | 356  | 368  | 431   | 487   |

## Místní části
Městys Senomaty se skládá ze tří částí na třech katastrálních územích:
- Senomaty (i název k. ú.)
- Hostokryje (i název k. ú.)
- Nouzov (k. ú. Nouzov u Senomat)

## Doprava
Městysem prochází silnice II/228 Rakovník–Jesenice. Městys leží na železniční  trati Rakovník – Bečov nad Teplou. Je to jednokolejná regionální trať, doprava byla zahájena roku 1897. Na území městyse leží železniční zastávka Senomaty.
V roce 2011 z městyse jezdily autobusové linky např. do Čisté, Jesenice, Kralovic a Rakovníka.

## Pamětihodnosti

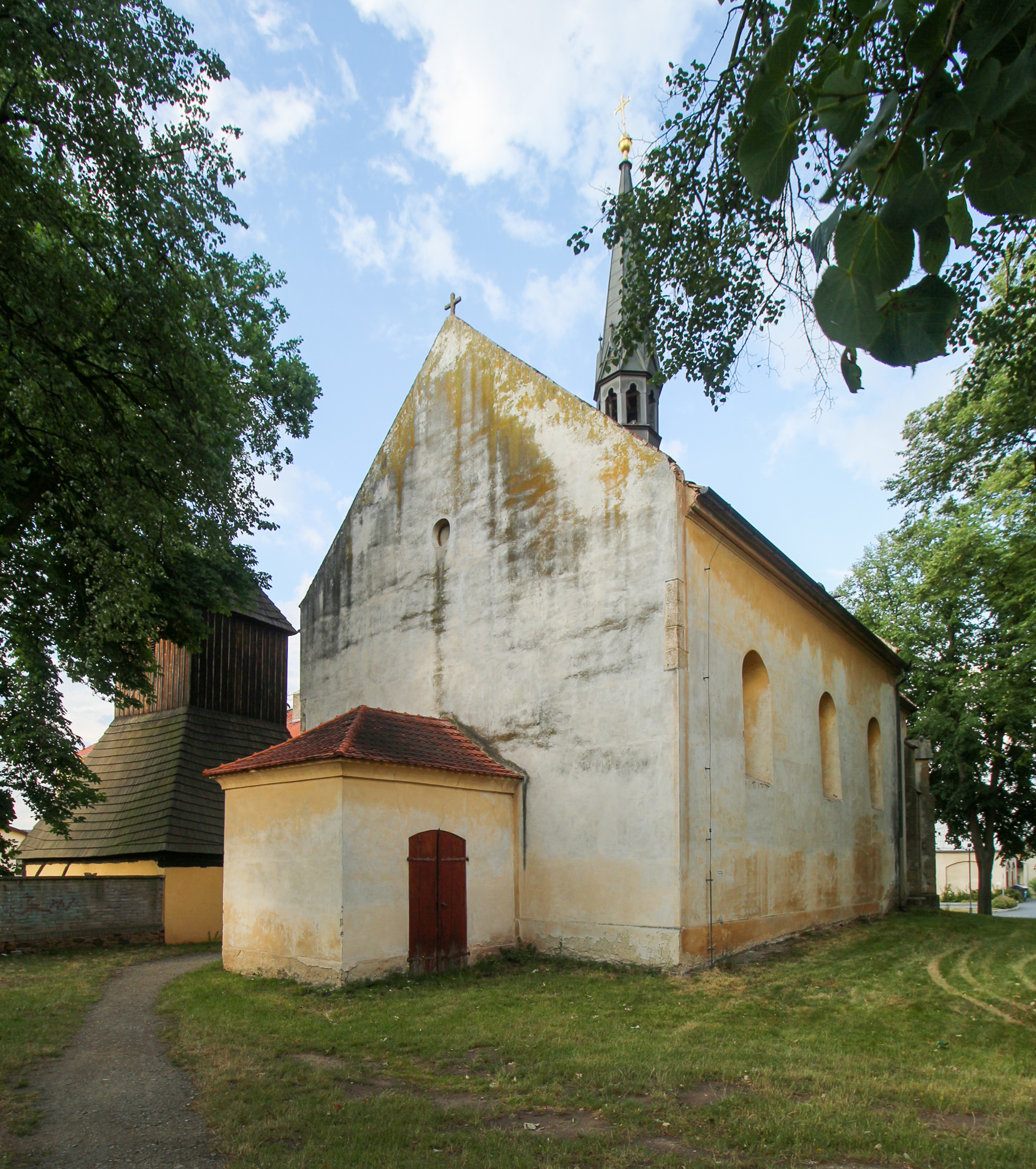
Kostel sv. Vavřince

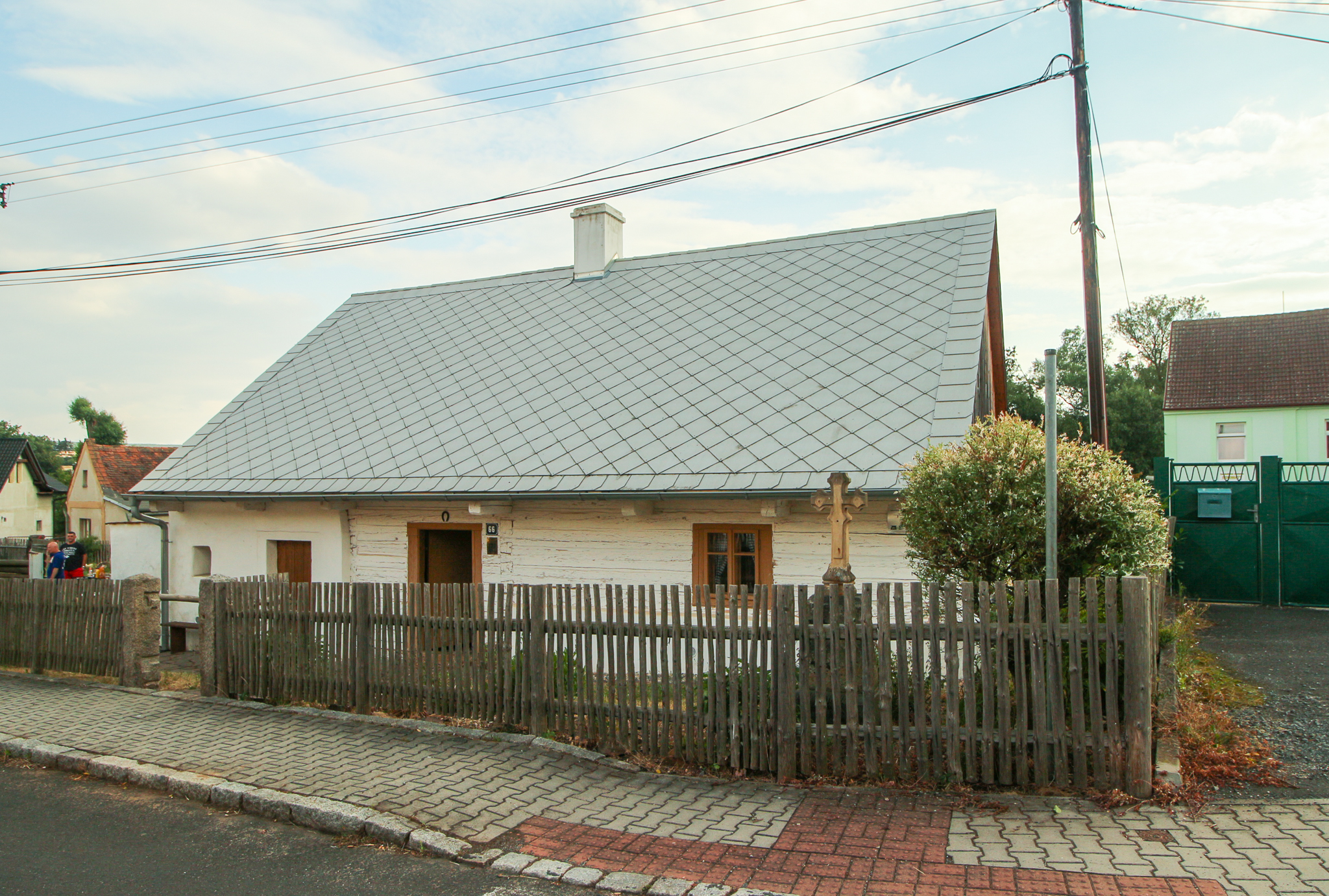
Roubený dům v Senomatech

- Kostel svatého Štěpána, barokní kostel na hřbitovní pahorku na jižní okraji města, postavený před rokem 1562. V době třicetileté války byla hrobka s ostatky Anny Hochhauserové dvakrát vyloupen a poničen. Při přestavbě kostela byla hrobka otevřena a náhrobní deska přemístěna do předsálí chrámu.
- Kostel svatého Vavřince, gotická stavba postavená v 14. století. Vedle kostela se nachází dřevěná zvonice se zděnou základnou ze 17. století
- Socha sv. Jana Nepomuckého na návsi z roku 2016, původní socha byla zničena v roce 1919
- Socha svatého Judy Tadeáše, barokní socha z roku 1722
- Socha svatého Prokopa
- Smírčí kříž ze 16. nebo 17. století
- Roubené stavení (Roubenka) čp. 66, od roku 1985 neobývaný dům v 90. letech zpustl, avšak žádost místního jednotného zemědělského družstva na demolici byla zamítnuta s ohledem na historickou hodnotu objektu. Roku 1999 roubenku získala obec a od roku 2001 je chráněna jako kulturní památka. V letech 2008-2010 proběhla obnova objektu.
- Davidův mlýn, vodní mlýn na východním okraji obce, zmíněný poprvé roku 1571 jako Votišovský mlýn, od roku 1813 patří mlynářské rodině Davidových
- Pomník padlým v první světové válce v parku odhalený roku 1928
- Někdejší Burianův statek, stržený v roce 1982, připomíná pamětní kámen na jeho místě ve středu obce

## Osobnosti
- Celda Klouček (1855–1935), sochař, designér, paleontolog a vysokoškolský pedagog
- Jiří Holý (1896–1943), sedlák, bojovník proti nacismu, umučen
- Václav Ryvola (* 1904), sedlák, Sokol a hasič
- Max Konopásek (1820–1879), hudební vědec
- Kateřina Jalovcová (* 1978 v Hostokryjích), operní zpěvačka – mezzosopranistka
- Na někdejším Burianově statku ve středu obce v první polovině 20. století často pobýval tenorista Karel Burian a jeho synovec, skladatel Emil František. Po svém onemocnění se Karel Burian na statek přestěhoval a v roce 1924 zde zemřel.
- František Chládek (1829–1861), český lidový básník, poslední roky života prožil v Senomatech a zde zemřel.